# Moisés López
Moisés López Ruiz (ur. 3 września 1941 w Meksyku) – meksykański zapaśnik walczący przeważnie w stylu wolnym. Czterokrotny olimpijczyk. Odpadł w eliminacjach turnieju w Tokio 1964, Meksyku 1968, Monachium 1972 i Montrealu 1976. Walczył w wadze do 57 kg.
Brat Alfredo Lópeza, zapaśnika i olimpijczyka z Monachium 1972.
Srebrny medalista igrzysk panamerykańskich w 1967 i 1975; siódmy w 1971 i ósmy w 1979. Trzykrotny medalista igrzysk Ameryki Środkowej i Karaibów, złoty w 1966 roku.

## Letnie Igrzyska Olimpijskie 1964
| Konkurencja                  | Walki                   | Walki                       | Klas. końcowa |
| Konkurencja                  | Pierwsza runda          | Druga runda                 | Miejsce       |
| ---------------------------- | ----------------------- | --------------------------- | ------------- |
| styl klasyczny, waga kogucia | Bishambar Singh (IND) P | Kamal as-Sajjid Ali (EGY) P | druga runda   |

| Konkurencja              | Walki                   | Walki                | Walki                   | Klas. końcowa |
| Konkurencja              | Pierwsza runda          | Druga runda          | Trzecia runda           | Miejsce       |
| ------------------------ | ----------------------- | -------------------- | ----------------------- | ------------- |
| styl wolny, waga kogucia | Aydın İbrahimov (USR) P | Pekka Alanen (FIN) W | Bishambar Singh (IND) P | trzecia runda |

## Letnie Igrzyska Olimpijskie 1968
| Konkurencja              | Walki              | Walki                | Walki                      | Klas. końcowa |
| Konkurencja              | Pierwsza runda     | Druga runda          | Trzecia runda              | Miejsce       |
| ------------------------ | ------------------ | -------------------- | -------------------------- | ------------- |
| styl wolny, waga kogucia | Ali Alijew (USR) P | Pekka Alanen (FIN) W | Badzryn Süchbaatar (MGL) P | trzecia runda |

## Letnie Igrzyska Olimpijskie 1972
| Konkurencja              | Walki               | Walki                        | Walki               | Klas. końcowa |
| Konkurencja              | Pierwsza runda      | Druga runda                  | Trzecia runda       | Miejsce       |
| ------------------------ | ------------------- | ---------------------------- | ------------------- | ------------- |
| styl wolny, waga kogucia | Egon Beiler (CAN) W | Megdijn Chojlogdordż (MGL) P | Horst Mayer (GDR) P | trzecia runda |

## Letnie Igrzyska Olimpijskie 1976
| Konkurencja              | Walki                    | Walki                | Walki               | Klas. końcowa |
| Konkurencja              | Pierwsza runda           | Druga runda          | Trzecia runda       | Miejsce       |
| ------------------------ | ------------------------ | -------------------- | ------------------- | ------------- |
| styl wolny, waga kogucia | Amrik Singh Gill (GBR) W | Risto Darlev (YUG) P | Jorge Ramos (CUB) P | trzecia runda |